# Tour of Missouri
Die Tour of Missouri (deutsch Missouri-Rundfahrt) ist ein ehemaliges US-amerikanisches Straßenradrennen in Missouri.
Das Etappenrennen wurde 2007 bis 2009 ausgetragen und fand jeweils im September statt. Es zählte zur UCI America Tour und wurde in die Kategorie 2.1 eingestuft.

## Sieger
- 2009  David Zabriskie
- 2008  Christian Vande Velde
- 2007  George Hincapie